# Garnizon Przasnysz
Garnizon Przasnysz – garnizon utworzony na przełomie XVIII i XIX wieku, stałego stacjonowania regimentów dragońskich armii pruskiej w czasie
zaboru pruskiego, następnie znalazł się na terenie Księstwa Warszawskiego, potem Królestwa Polskiego, pełniąc funkcje militarne. Od 1907 garnizon armii Imperium Rosyjskiego z kompleksem koszarowym o zabudowie carskiej, jednocześnie stał się autonomicznym i granicznym miastem garnizonowym.

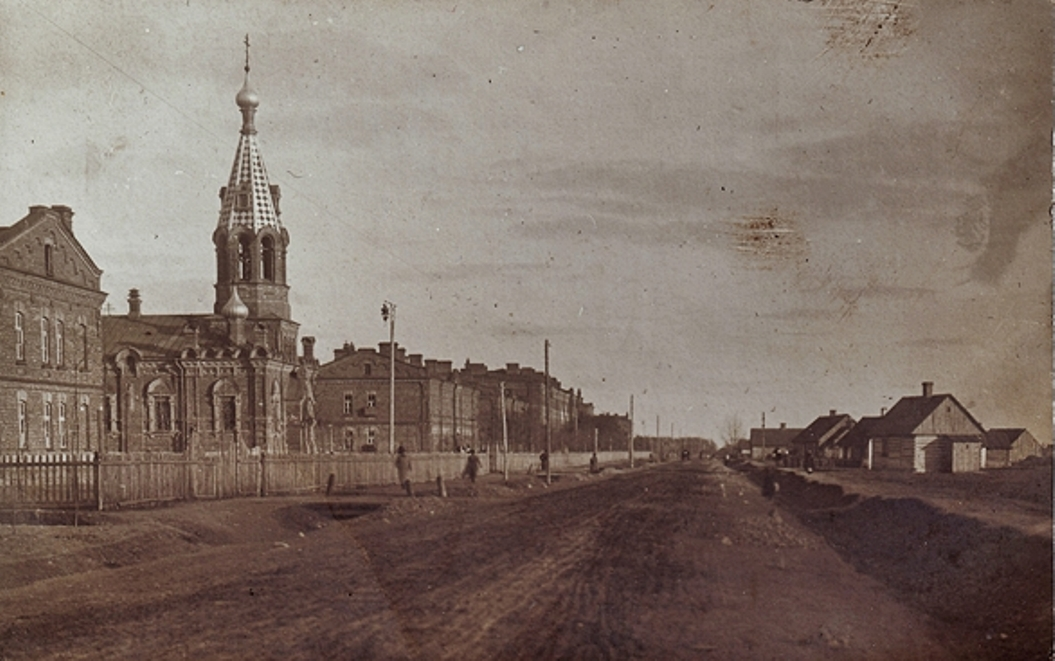
Kompleks koszarowy (1912)

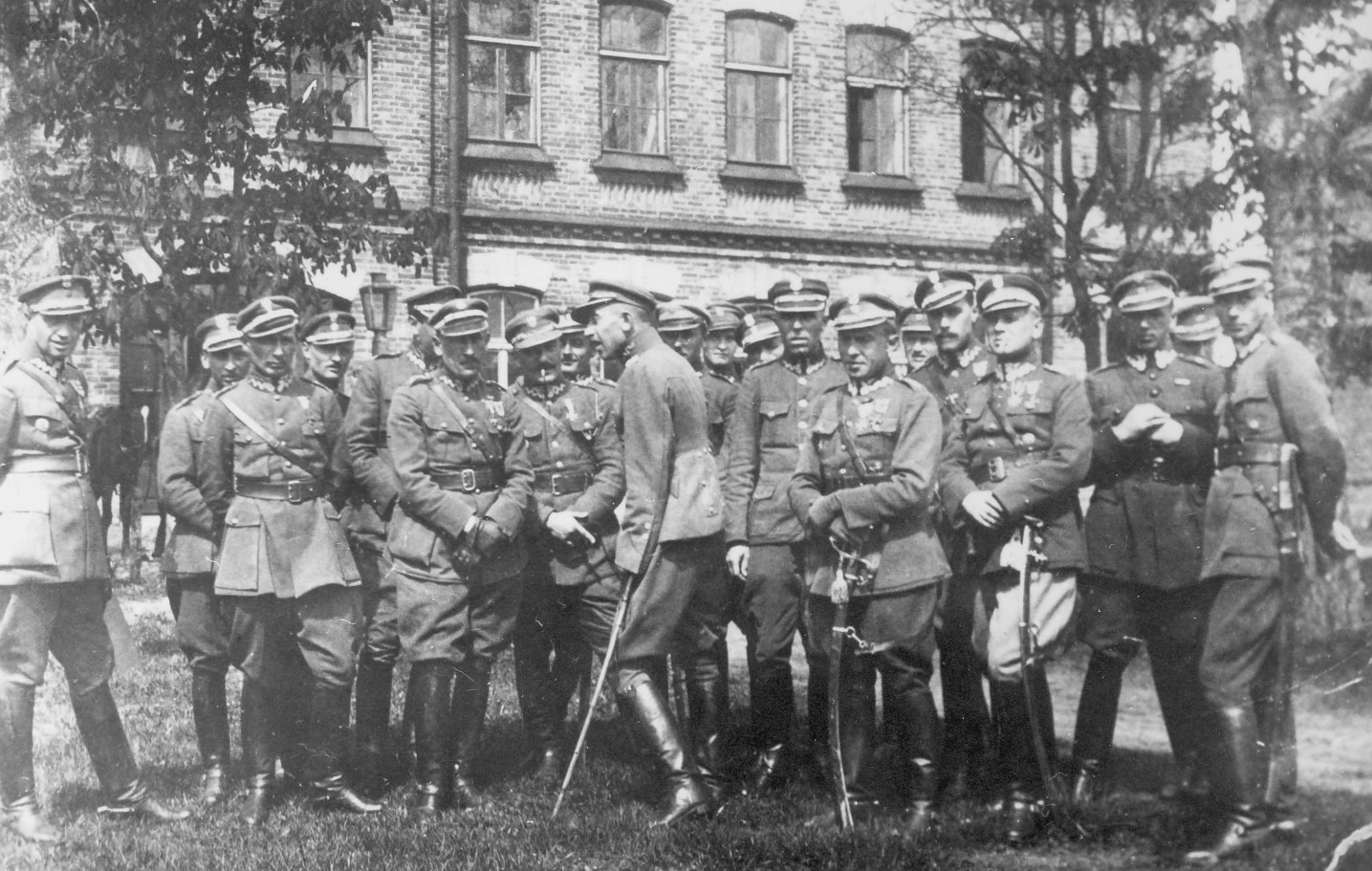
Kadra 7 pułku Ułanów Lubelskich (1921).

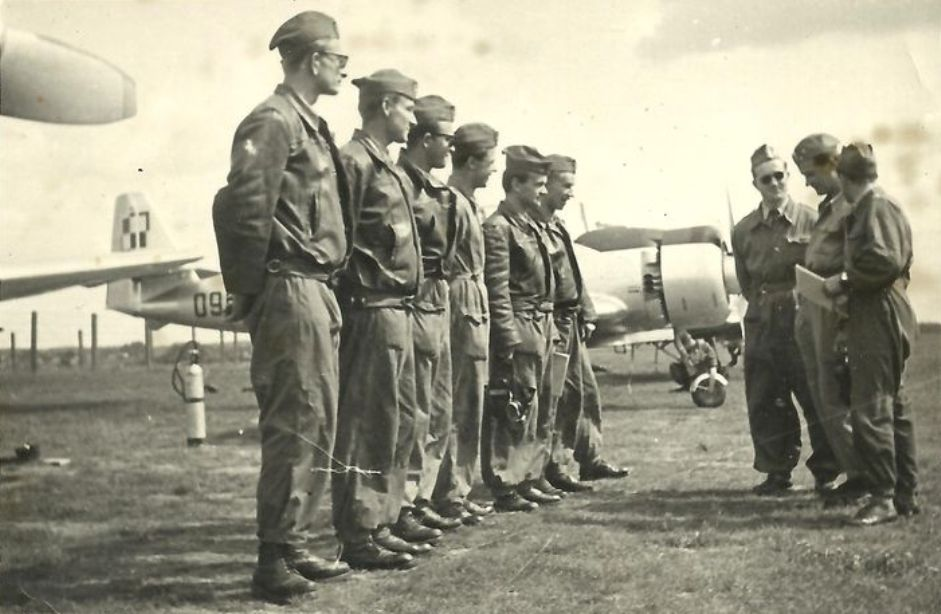
Garnizon Przasnysz 1960 r.

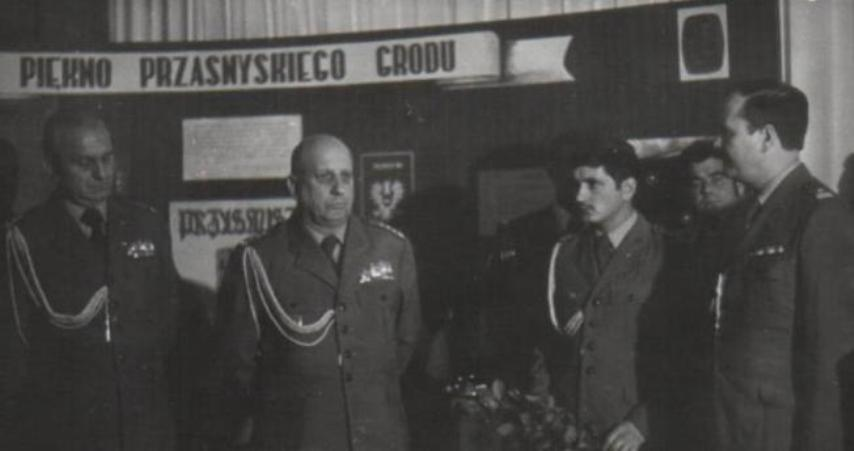
Garnizon Przasnysz, 1967 r.

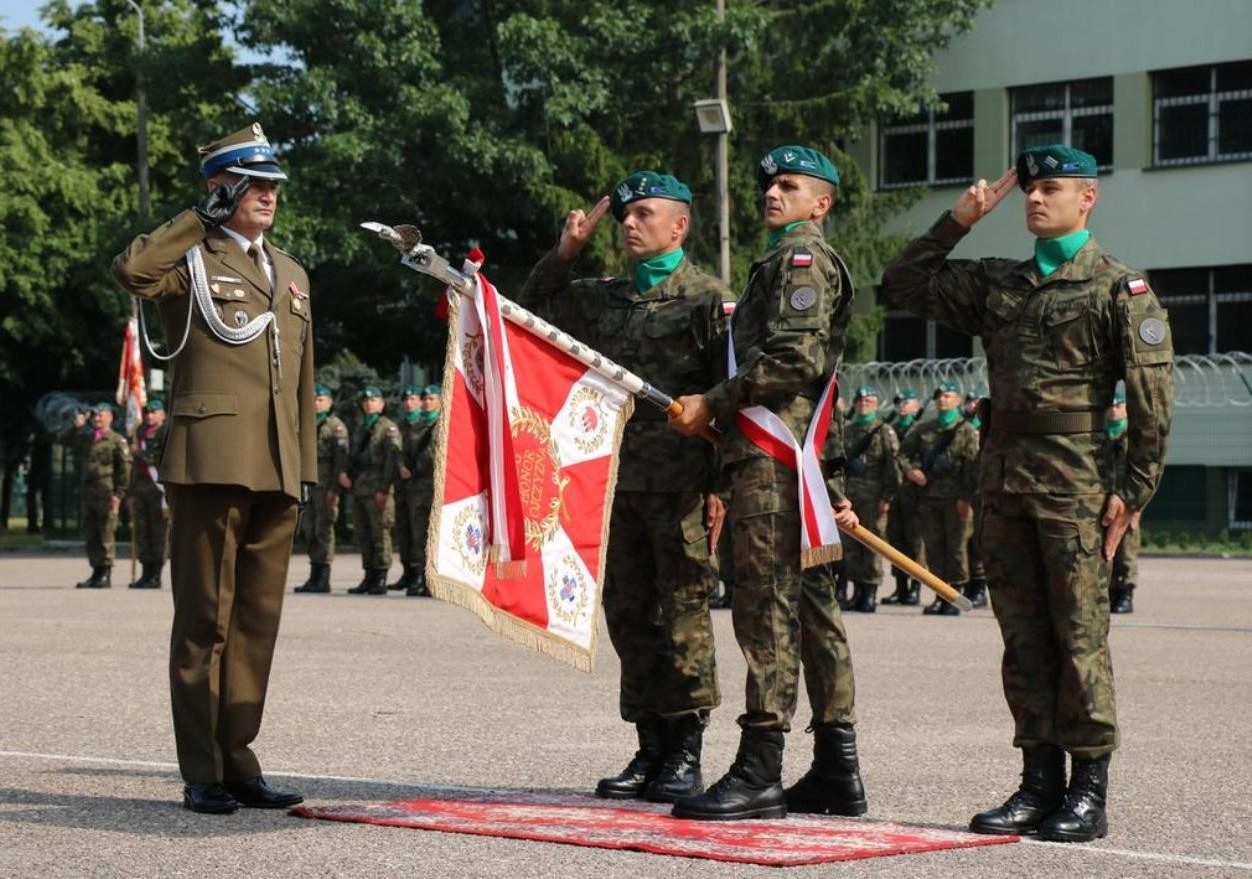
D-ca 2Orel płk dypl. Bogusław Postek (2019)

W czasie I wojny światowej w listopadzie i grudniu 1914 pod i w samym garnizonie toczyły się ciężkie walki pomiędzy wojskami rosyjskimi i niemieckimi, jako garnizon graniczny wielokrotnie przechodził z rąk do rąk. 15 lipca 1915 garnizon został opanowany przez oddziały niemieckie i był pod ich jurysdykcją. 11 listopada 1918, po odzyskaniu przez Polskę niepodległości, rozlokowana była placówka Polskiej Organizacji Wojskowej. W sierpniu 1920 w garnizonie i w rejonie miały miejsce wyjątkowo zacięte walki z bolszewicką 15 Armią. Przez dwa tygodnie miasto było okupowane przez wojska sowieckie Korpusu Kawalerii Gaj-Chana. Od 21 sierpnia 1920 operowały w rejonie oraz były rozlokowane w koszarach garnizonu do 1939 oddziały Wojska Polskiego II RP. Od 1939 do 1945 garnizon pod okupacją armii niemieckiej. Po II wojnie światowej garnizon wojsk Armii Czerwonej, następnie Radzieckiej, od 1946 polski garnizon wojskowy Wojska Polskiego. Siedzibą garnizonu jest miasto Przasnysz, funkcjonuje w kompleksie koszarowym przy ul. Makowskiej 69, gdzie jednocześnie stacjonuje 2 Ośrodek Radioelektroniczny.

## Charakterystyka
Garnizon Przasnysz obejmuje swoją właściwością miasto Przasnysz, powiat przasnyski, powiat ciechanowski, powiat mławski, powiat pułtuski, powiat sierpecki, powiat makowski, powiat żuromiński. Znajduje się w kompleksie koszarowym przy ul. Makowskiej 69, gdzie stacjonuje 2 Ośrodek Radioelektroniczny. Od 1 stycznia 2014 w wyniku reformy struktur dowodzenia podlega Dowództwu Generalnemu Rodzajów Sił Zbrojnych.

### Instytucje i jednostki WP
W 2023 w garnizonie Przasnysz znajdowały się następujące jednostki wojskowe i instytucje wojskowe:
- 2 Ośrodek Radioelektroniczny – koszary ul. Makowska 69 (od 2003)
- Nieetatowa komenda garnizonu ze składu osobowego 2 Ośrodka Radioelektronicznego – koszary ul. Makowska 69 (od 2003)
- Klub Garnizonowy przy 2 Ośrodku Radioelektronicznym – koszary ul. Wojskowa 12 (do 2012)
- Klub Wojskowy przy 2 Ośrodku Radioelektronicznym – koszary ul. Wojskowa 14 (od 2012-)
- Zespół Wsparcia Teleinformatycznego (Węzeł Łączności) przy 2 Ośrodku Radioelektronicznym – koszary ul. Makowska 69
- Placówka Żandarmerii Wojskowej – koszary ul. Makowska 69 (od 2010)
- Grupa Zabezpieczenia Przasnysz z 26 Wojskowego Oddziału Gospodarczego w Zegrzu[5] – koszary (od 2011)
- Internat Garnizonowy podległy Oddziałowi Regionalnemu AMW w Olsztynie – Przasnysz ul. Wojskowa 11
- dowództwo 5 Mazowieckiej Brygady Obrony Terytorialnej – Ciechanów ul. Wojska Polskiego 54
  - 51. Batalion Lekkiej Piechoty z 5 Mazowieckiej Brygady Obrony Terytorialnej – Ciechanów ul. Wojska Polskiego 54
  - kompania dowodzenia z 5 Mazowieckiej Brygady Obrony Terytorialnej – Ciechanów ul. Wojska Polskiego 54
  - kompania logistyczna z 5 Mazowieckiej Brygady Obrony Terytorialnej – Ciechanów ul. Wojska Polskiego 54
  - kompania saperów z 5 Mazowieckiej Brygady Obrony Terytorialnej – Ciechanów ul. Wojska Polskiego 54
  - kompania wsparcia z 5 Mazowieckiej Brygady Obrony Terytorialnej – Ciechanów ul. Wojska Polskiego 54
  - pluton medyczny z 5 Mazowieckiej Brygady Obrony Terytorialnej – Ciechanów ul. Wojska Polskiego 54
- Wojskowa Komenda Uzupełnień – Ciechanów ul. Orylska 6
- Kapelan wojskowy (w garnizonie Przasnysz nie pełni zawodowej służby wojskowej żaden kapelan wojskowy, posługę duszpasterską zapewnia z garnizonu Ostrów Mazowiecka kapelan z parafii cywilno-wojskowej św. Jozafata Biskupa w Komorowie)[6] – koszary ul. Makowska 69
- Koło nr 3 Związku Żołnierzy Wojska Polskiego Garnizonu Przasnysz[7] – ul. Wojskowa 2/1

## Historia garnizonu przasnyskiego do 1945

### Okres staropolski
Początek stałego funkcjonowania garnizonu Przasnysz przyjmuje się na początek XIX wieku. Jednak najstarsze ślady hufców zbrojnych w Przasnyszu sięgają XIII w., gdzie nad rzeką Węgierką, funkcjonowała osada targowa. Stał tu również dwór myśliwski książąt mazowieckich, którego opis zamieścił Henryk Sienkiewicz w Krzyżakach. 10 października 1427 roku Przasnysz uzyskał od księcia mazowieckiego Janusza I Starszego przywilej miejski na prawie chełmińskim.

### Okres XVI, XVII, XVIII wieku
Największy rozkwit miasta nastąpił w XVI wieku, zwłaszcza po wcieleniu w 1526 Mazowsza do Korony. Administracyjnie Przasnysz wchodził w skład ziemi ciechanowskiej jako stolica rozległego powiatu. 26 stycznia 1657 po zwycięskiej potyczce z oddziałem brandenburskim stoczonej w rejonie Chorzel pojawił się w Przasnyszu Stefan Czarniecki, ale został zmuszony wycofać się stąd pod naporem przeważających sił Szwedów dowodzonych przez Stenbocka. W mieście rozpoczęły stacjonować wojska szwedzkie. Upadek Przasnysza okazał się niezwykle długotrwały. Dopiero w 2 połowie XVIII w. miasto zaczęło się ponownie rozwijać. W czasie konfederacji barskiej w okolicach Przasnysza mieściła się baza wypadowa oddziału konfederatów słynnego Kozaka Józefa Sawy Calińskiego. W bitwie pod Szreńskiem został ranny, dostał się do niewoli rosyjskiej, zmarł z ran i został pochowany w okolicach Przasnysza w 1771. 13 marca 1794 stanął w Przasnyszu na czele zbuntowanej I Wielkopolskiej Brygady Kawalerii Narodowej gen. Antoni Józef Madaliński. Podczas marszu z Ostrołęki do Krakowa dał sygnał do wybuchu insurekcji kościuszkowskiej. Madaliński zorganizował tu oddziałek Kurpiów, tworząc z nich jednostkę strzelców pieszych.

### Garnizon w okresie zaboru pruskiego 1795–1807
Po klęsce insurekcji kościuszkowskiej i III rozbiorze (1795) Przasnysz znalazł się w zaborze pruskim w składzie pruskiej monarchii Hohenzollernów, jako część tzw. Prus Nowowschodnich. Na przełomie XVIII i XIX wieku w garnizonie kwaterowały regimenty dragońskie. Od 1797 w Przasnyszu doraźnie stacjonował pułk dragonów kawalerii niemieckiej, a od 1806 wojsko kwaterowało na stałe.
Jednostki w latach 1795–1806
- 10 Pułk Dragonów „Heyking” kawalerii niemieckiej (niem. Dragoner-Regiment Nr. 10) – stacjonowanie miasto, rejon 1797

→ (dowódca: gen. Karl Gottfried Ferdinand von Busch 1795–1801) 1797
- 10 Pułk Dragonów „Heyking” kawalerii niemieckiej (niem. Dragoner-Regiment Nr. 10) – miasto, rejon 1798–1801

→ (dowódca: gen. Karl Gottfried Ferdinand von Busch 1795–1801 / 1798–1801), (dowódca: gen. Christian Heinrich von Mansten 1801–1806) 1801
- 13 Pułk Dragonów „Roquette” kawalerii niemieckiej (niem. Dragoner-Regiment Nr. 13) – miasto, rejon 1802–1806

→ (dowódca: gen. Johann Stephan Roquette’a) z korpusu pruskiego gen. Antona Wilhelma von L’Estocqa
- szwadron szwoleżerów z 10 Pułku Dragonów „Heyking” kawalerii niemieckiej (dowódca 10 pułku gen. Ulrich Lebrecht von Heyking(inne języki)) – miasto 1806

### Garnizon w okresie Księstwa Warszawskiego 1807–1813
W latach 1807–1815 garnizon Przasnysz terytorialnie należał do departamentu płockiego Księstwa Warszawskiego. 30 stycznia 1807 przybył do garnizonu cesarz Napoleon I Bonaparte. W tym czasie stawały garnizonem oddziały polskie i francuskie, a po 1813 rosyjskie.
Jednostki w latach 1807–1813
- oddziały z IV korpusu marsz. Nicolasa Jean de Dieu Soult’a – stacjonowanie miasto, rejon (grudzień 1806-styczeń 1807)
  - artyleria korpusu – bateria pozycyjna i konna
  - saperzy korpusu: płk. Cabeau – 2 kompanie „of pontoneers”
  - kawaleria korpusu:
    - Brygada Kawalerii Lekkiej – płk. Soult
      - 8 Pułk Huzarów
      - 16 Pułk Strzelców Konnych
      - 26 Pułk Strzelców Konnych

- Pułk Strzelców Konnych Gwardii Cesarskiej (fr. Garde impériale), z dowódcą płk Claude-Étienne Guyot(inne języki) – miasto (grudzień 1806-styczeń 1807)
- oddziały polskie (1807–1813) – miasto, rejon (grudzień 1806-styczeń 1807)
  - kompania z 4 Pułku Piechoty Księstwa Warszawskiego – miasto (1808)
- oddziały rosyjskie – miasto, rejon (1813–1831)

### Garnizon w okresie Królestwa Polskiego 1813–1914
W garnizonie Przasnysz w okresie Królestwa Polskiego w 1815 r. kwaterowała doraźnie na kwaterach prywatnych kompania karabinierska z 3 Pułku Strzelców Pieszych.
Garnizon w okresie powstania listopadowego, styczniowego
W okresie powstania listopadowego w garnizonie przasnyskim kwaterowały i przemieszczały się oddziały regularne wojsk carskich i polskich (Straż Bezpieczeństwa oraz Gwardia Ruchoma). Garnizon 22 stycznia 1863 w momencie wybuchu powstania styczniowego posiadał około 800-osobowy stan. W 1864 po upadku powstania styczniowego w Przasnyszu stale funkcjonowały mniejsze lub większe oddziały wojskowe. W 1907 Przasnysz uzyskał «status autonomicznego miasta garnizonowego». W 1913 stan garnizonu wynosił około 2500 ludzi.
Jednostki w latach 1815–1914 
- kompania karabinierska z → 3 Pułku Strzelców Pieszych – stacjonowanie miasto (1815)
- szwadron kawalerii Orła Białego (dowódca mjr Aleksander Kamiński) – rejon/miasto (1831)
- oddziały gen. Jana Nepomucena Umińskiego – rejon/miasto (1831)
- 7 Pułk Kozaków Czarnomorskich – rejon/miasto (1831–1832)
- 9 Pułk Jegrów – rejon/miasto (1831–1832)
- wydzielone pododdziały 22 Niżegorodzkiego Pułku Piechoty (ros. 22-й пехотный Нижегородский Ее Императорского Высочества Великой Княгини Веры Константиновны полк) ze składu → 6 Dywizji Piechoty Imperium Rosyjskiego (ros. 6-я пехотная дивизия) – miasto (1832–1864)
- sztab 22 pp z → 6 DP IR – miasto (1832–1864)
  - 2 i 7 kompania 22 pp z → 6 DP IR – miasto (1832–1864)
- oddział inwalidów (żołnierzy niezdolnych do dalszej służby z powodu kalectwa lub utraty zdrowia) – miasto (1863–?)
- sotnia 18 Pułku Kozaków Dońskich – miasto (1863–?)
- 30 Połtawski Pułk Piechoty (ros. 30-й пехотный Полтавский полк) ze składu → 8 Dywizji Piechoty Imperium Rosyjskiego – miasto/koszary (1892–1910)
- sztab 2 Brygady Kawalerii z → 6 Dywizji Kawalerii Imperium Rosyjskiego (sztab w Ciechanowie) – koszary (1911–1913)
- 6 Doński Pułk Kozaków z → 6 DK IR – koszary (1910–1914)
- 6 Klasticki Pułk Huzarów z → 6 DK IR – koszary (1913–1914)
- kompania karabinów maszynowych 1 Brygady Piechoty z → 8 DP IR – koszary (1913–1914)

### Garnizon rosyjski i niemiecki w latach 1914–1918
W czerwcu 1914 w garnizonie Przasnysz, po wybuchu I wojny światowej, kwaterowały wojska rosyjskie. W listopadzie i w grudniu 1914 r. w garnizonie i w jego rejonie toczyły się ciężkie walki pomiędzy wojskami rosyjskimi i niemieckimi. Garnizon wielokrotnie przechodził z rąk do rąk.
Od 1914 do listopada 1918 w garnizonie Przasnysz oraz w jego rejonie operowały:
Jednostki Imperium Rosyjskiego w 1914
- 6 Doński Pułk Kozaków – stacjonowanie w koszarach (1910 – 5 września 1914)
- sztab 1 Turkiestańskiego Korpusu Armijnego – stacjonowanie w koszarach (6 września 1914 – 18 września 1914)
- sztab 23 Korpusu Armijnego Imperium Rosyjskiego – koszary (6 września 1914 – 18 września 1914)

Jednostki Cesarstwa Niemieckiego w 1914
- 36 Dywizja Rezerwowa z 1 Korpusu Rezerwowego gen. Morgena wchodzącego w skład grupy armijnej gen. Maxa von Gallwitza – koszary (19 września 1914 – 27 września 1914)
- Dywizja Landsturmu gen. mjr Theodor von Wernitz, wchodząca w skład Korpusu Landsturmu Graudenz Zastrowa – koszary (7 grudnia 1914 – 15 grudnia 1914)

Jednostki Imperium Rosyjskiego w latach 1914–1915
- sztab 1 Turkiestańskiego Korpusu Armijnego – koszary (15 grudnia 1914 – 23 lutego 1915)
- 4 Dywizja Kozaków Dońskich – działania w rejonie Przasnysza, koszary (15 grudnia 1914 – 22 grudnia 1914)
- 77 Dywizja Piechoty Imperium Rosyjskiego – działania w rejonie Przasnysza, koszary (15 grudnia 1914 – 22 grudnia 1914)
- 63 Brygada Piechoty Imperium Rosyjskiego – działania w rejonie Przasnysza, koszary (15 grudnia 1914 – 22 grudnia 1914)
- Samodzielna Brygada Kawalerii Gwardii Imperium Rosyjskiego – działania w rejonie Przasnysza, koszary (15 grudnia 1914 – 22 grudnia 1914)
- 63 Rezerwowa Dywizja Piechoty[29] – koszary (styczeń 1915 – 23 lutego 1915)
  - 249 Dunajski Pułk Piechoty – koszary (styczeń 1915 – 23 lutego 1915)
  - 250 Bałtyński Pułk Piechoty – koszary (styczeń 1915 – 23 lutego 1915)
  - 63 Brygada Artylerii – koszary (styczeń 1915 – 23 lutego 1915)
  - 1 batalion 44 syberyjskiego pułku strzelców – koszary (styczeń 1915 – 23 lutego 1915)
  - 3 kompanie z 41 syberyjskiego pułku strzelców – koszary (styczeń 1915 – 23 lutego 1915)

Jednostki Cesarstwa Niemieckiego w 1915
- sztab 1 Korpusu Rezerwowego – koszary (24 lutego 1915 – 28 lutego 1915)
- Dywizja Landsturmu gen. Theodora von Wernitza z 1 Korpusu Rezerwowego, wchodzącego w skład grupy armijnej gen. von Gallwitza – stacjonowanie w koszarach (24 lutego 1915 – 28 lutego 1915)
- 36 Rezerwowa Dywizja Piechoty z 1 Korpusu Rezerwowego, wchodzącego w skład grupy armijnej gen. von Gallwitza – stacjonowanie w koszarach (24 lutego 1915 – 28 lutego 1915)
- 1 Dywizja Rezerwowa z 1 Korpusu Rezerwowego, wchodząca w skład grupy armijnej gen. von Gallwitza – stacjonowanie w koszarach (24 lutego 1915 – 28 lutego 1915)
- 1 Dywizja Rezerwowa Gwardii gen. Albrechta – działania w rejonie Przasnysza (21 lutego 1915 – 24 lutego 1915)
- 37 Dywizja Piechoty gen. Staabsa – działania w rejonie Przasnysza (21 lutego 1915 – 24 lutego 1915)
- 9 Brygada Landwehry – działania w rejonie Przasnysza (21 lutego 1915 – 24 lutego 1915)

Jednostki Imperium Rosyjskiego w 1915
- 1 Turkiestański Korpus Armijny – działania w rejonie Przasnysza (27 lutego 1915 – 14 lipca 1915)
- 1 Syberyjski Korpus Armijny – działania w rejonie i w Przasnyszu (27 lutego 1915 – 14 lipca 1915)
- 1 Dywizja Syberyjska z 1 Syberyjskiego Korpusu Armijnego – koszary (27 lutego 1915 – 14 lipca 1915)
- 4 Dywizja Syberyjska z 2 Syberyjskiego Korpusu Armijnego – (27 lutego 1915 – 14 lipca 1915)
- sztab 1 Syberyjskiego Korpusu Armijnego gen. Pleszkowa – koszary (lipiec 1915)
  - 4 Syberyjski Pułk z 1 Syberyjskiej Dywizji Strzeleckiej – koszary (lipiec 1915 – 14 lipca 1915)
  - 8 Syberyjski Pułk Strzelców z 2 Syberyjskiej Dywizji Strzeleckiej – koszary (lipiec 1915 – 14 lipca 1915)
- 2 Dywizja Syberyjska – działania w rejonie Przasnysza (12 lipca 1915 – 14 lipca 1915)
- 10 Syberyjska Dywizja Strzelecka – działania w rejonie Przasnysza (12 lipca 1915 – 14 lipca 1915)
- 11 Syberyjska Dywizja Strzelecka gen. Zorakowskiego – działania w rejonie i w Przasnyszu (12 lipca 1915 – 14 lipca 1915)
- 14 Pułk Kawalerii – działania w rejonie Przasnysza (12 lipca 1915 – 14 lipca 1915)

Jednostki Cesarstwa Niemieckiego w latach 1915–1918
W lipcu 1915 garnizon znalazł się pod jurysdykcją niemiecką:
- 86 Dywizja Piechoty gen. Breugela – działania w rejonie Przasnysza (13 lipca 1915 – 15 lipca 1915)
- 36 Dywizja Piechoty gen. Wernitza z XI Korpusu armijnego gen. Plüskowa – miasto, koszary (14 lipca 1915 – 15 lipca 1915)
- 7 Dywizja Piechoty – działania w rejonie Przasnysza, koszary (14 lipca 1915 – 15 lipca 1915)
- 9 Brygada Landwehry – działania w rejonie Przasnysza, koszary (14 lipca 1915 – 15 lipca 1915)
- 21 brygada Landwehry – działania w rejonie Przasnysza, koszary (14 lipca 1915 – 15 lipca 1915)
- oddział Landwehry w sile 250 żołnierzy (A. Drwęcki podaje liczbę 800 żołnierzy) – koszary (sierpień 1915-listopad 1918)
- żandarmeria niemiecka – koszary (lipiec 1915-listopad 1918)

### Garnizon Wojska Polskiego 1918–1920
11 listopada 1918 garnizon niemieckich wojsk okupacyjnych został rozbrojony przez członków Polskiej Organizacji Wojskowej oraz zwykłych mieszkańców Przasnysza.
Jednostki Wojska Polskiego II RP w latach 1918–1920
- Placówka POW stacjonowanie – koszary (1918)
- Powiatowa Komisja Pomocy Wojskowym – koszary (1918–1920)

### Garnizon sowiecki (sierpień 1920)
W sierpniu 1920 w garnizonie i w jego okolicach miały miejsce zacięte walki z bolszewicką 15 Armią. Uciekający w sierpniu Sowieci z 3 Korpusu Kawalerii, Kawkoru Gaja Bżyszkiana, dokonali w rejonie garnizonu, w okolicy Szydłowa zbrodni na polskich jeńcach, wziętych do niewoli 7 oficerów i 92 szeregowych, dla oszczędności naboi, zasiekli saperkami i szablami. Dopuścili się też gwałtów na ludności cywilnej.
Jednostki wojsk sowieckich z sierpnia 1920 r.
- 15 Dywizja Kawalerii Imperium Rosyjskiego z 3 Korpusu Konnego Gaj-Chana – stacjonowanie w rejonie, w mieście, koszarach (7–21 sierpnia 1920)
  - 1 Brygada Konna (Kawalerii) pod dowództwem Selickiego – w rejonie miasta i koszary (7–21 sierpnia 1920)
  - 2 Brygada Konna (Kawalerii) pod dowództwem Ujedinowa – koszary (7–21 sierpnia 1920)
- 16 Dywizja Strzelców Szechajewa – w rejonie miasta i koszar (7–21 sierpnia 1920)
- 33 Dywizja Strzelców Stiggi – w rejonie miasta i koszar (7–21 sierpnia 1920)

### Garnizon Wojska Polskiego 1920–1939
Wyzwolenie garnizonu Przasnysz nastąpiło 21 sierpnia 1920 przez 202 Pułk Piechoty ze składu Dywizji Ochotniczej ppłk Adama Koca oraz 2 Syberyjski Pułk Piechoty i 76 Lidzki Pułk Piechoty.
Od września 1920 do sierpnia 1939 kwaterowały jednostki Wojska Polskiego.
Jednostki wojskowe, instytucje II RP w latach 1920–1939
- Dywizja Ochotnicza (II RP) pod dowództwem ppłk. Adama Kocy – koszary (21 sierpnia 1920)[39]:
  - 2 Brygada Ochotnicza pod dowództwem ppłk. Andrzeja Kopy – koszary (sierpień 1920)
    - 101 Rezerwowy Pułk Piechoty pod dowództwem ppłk. Włodzimierza Hellmanna – koszary (sierpień 1920)
      - 1 kompania z 101 r.pp pod dowództwem ppor. Barskiego (komendant wojskowy garnizonu Przasnysz) – koszary (21 sierpnia 1920–listopad 1920)

    - 202 Pułk Piechoty pod dowództwem mjr. Modesta Sieranta – koszary (21 sierpnia 1920)
- 76 Lidzki Pułk Piechoty pod dowództwem ppłk. piech. Edwarda Nowaka – koszary (21 sierpnia 1920)
- Syberyjska Brygada Piechoty pod dowództwem płk. Kazimierza Rumszy – koszary (21 sierpnia 1920)
  - 2 Syberyjski Pułk Piechoty pod dowództwem mjr. Józefa Werobeja – koszary (21 sierpnia 1920)
- szwadron zapasowy 7 Pułku Ułanów Lubelskich – koszary (październik 1920)[42][43]
- 7 Pułk Ułanów Lubelskich pod dowództwem mjr. Zygmunta Piaseckiego – koszary (kwiecień 1921 – 21 czerwca 1921)[44]
- 3 szwadron z 7 Pułku Ułanów Lubelskich – koszary (21 czerwca 1921–1921)[44]
- szwadron zapasowy z → 11 Pułku Ułanów Legionowych, który przybył z Garwolina – koszary (1921–1928)[43]
- szwadron techniczny z → 11 Pułk Ułanów Legionowych – koszary (1921–1938)[45]
- szwadron ciężkich karabinów maszynowych z → 11 Pułku Ułanów Legionowych – koszary (1922–1938)[45]
- 4 szwadron z → 11 Pułku Ułanów Legionowych – koszary (1928–1938)[46][43][21]
- batalion piechoty z → 13 Pułku Piechoty (II RP) – koszary (1938–1939)[43][21]
- dowództwo i sztab Mazowieckiej Brygady Kawalerii wchodzącej w skład Armii „Modlin” – koszary (doraźnie sierpień/wrzesień 1939)[47]
- szwadrony z 11 Pułku Ułanów Legionowych – koszary (doraźnie sierpień/wrzesień 1939)[48][49]
- szwadrony z 1 p.sz – koszary (doraźnie sierpień/wrzesień 1939)[50]
- komenda Inspektoratu Granicznego nr 2 – miasto Przasnysz

### Garnizon III Rzeszy
W 1939 garnizon Przasnysz (Praschnitz) odgrywał ważną rolę. W pierwszych dniach września 1939 pod Przasnyszem ciężkie boje toczyła Mazowiecka Brygada Kawalerii pod dowództwem płk. Jana Karcza. Od 3 września 1939 garnizon stał się miejscem okupacji przez wojska niemieckie. Niemcy włączyli powiat przasnyski do Rzeszy. W rejonie garnizonu powstał poligon wojskowy nazywany „Nowy Berlin”. Na lotnisku stacjonowały jednostki lotnicze Luftwaffe: z VIII Korpusu Lotniczego, z 2 Floty Powietrznej, natomiast w koszarach jednostki Wehrmachtu.
Jednostki Wehrmachtu w latach 1939–1945
W okresie II wojny światowej w garnizonie Przasnysz (niem. Praschnitz) kwaterowały w koszarach między innymi jednostki:
- wydzielone oddziały z 401 dywizji do zadań specjalnych (sztab w Ciechanowie, dowódca gen. Siegfrid Ruffe[53]) – koszary, Przasnysz
- 356 zapasowy batalion piechoty – (Infantry-Battalion 356) koszary, Przasnysz
- 356 zapasowy batalion zmechanizowany – (Grenadier-Battalion 356) koszary, Przasnysz
- 356 szkolny batalion zapasowy – (Wymiana Grenadier i szkolenia-Battalion 356) koszary, Przasnysz
- 492 zapasowy batalion piechoty – (Batalion Piechoty-492 Wymiana) koszary, Przasnysz
- Okręgowy kurs kandydatów na oficerów rezerwy 492 – (Wehrkreis ROB Lehrgang-I Reserve Offizier Bataillon 492) koszary, Przasnysz
- Organ dowodzenia OK (I) 447 – koszary, Przasnysz
- VI Inspektion – koszary, Przasnysz

Jednostki Luftwaffe w latach 1939–1944
W czasie II wojny światowej na lotnisku garnizonu Przasnysz (niem. Praschnitz) miała miejsce duża rotacja jednostek Luftwaffe, pobyt uzależniony był od bieżącej sytuacji działań wojennych:
- 2 Floty Powietrznej
  - VIII Korpus Lotniczy(inne języki) – (1939–1944)
    - dowództwo 2 Pułku Bombowców Nurkujących „Immelmann” z samolotami Messerschmitt Bf 110 (Stab./StG 2 „Immelmann”) – lotnisko (czerwiec/lipiec 1941)
    - I Gruppe 2 Pułku Bombowców Nurkujących z samolotami Junkers Ju 87 B (I /StG 2 „Immelmann”) – lotnisko (1 czerwca/28 czerwca 1941, 1944)
    - II Gruppe S-Schlacht/Szturmowa z samolotami Messerschmitt Bf 109E (II (Sch)/LG) – lotnisko (czerwiec/lipiec 1941)
    - III Gruppe S-Schlacht/Szturmowa z samolotami Junkers Ju 87R (III.(Sch) /LG 2) – lotnisko (czerwiec/lipiec 1941, 1944)
    - 10 (Sch)/LG 2 z samolotami Henschel Hs 123A – lotnisko (1941, 1943)
    - 906 Eskadra Rozpoznawcza z I Korpusu Artylerii Przeciwlotniczej (godłem była głowa kozła na czerwonej tarczy) – lotnisko (czerwiec/lipiec 1941, 1942, 1943)

|  |  |  |

Jednostki wojskowe poligonu wojskowego „Nowy Berlin” w latach 1939–1945
W rejonie garnizonu Przasnysz na styku trzech powiatów: mławskiego, ciechanowskiego i przasnyskiego, Niemcy utworzyli duży poligon wojskowy. Jego nazwa z niemieckiego brzmiała „Truppenübungsplatz Mielau”, czyli „Poligon wojskowy Mława”. Miejsce to nazywano także „Nowym Berlinem”.
Na poligonie i w rejonach garnizonów Mława i Przasnysz stacjonowały przejściowo jednostki:
- 328 DP
- pułk ochotników w ramach XV Kozackiego Korpusu Kawalerii SS
- 105 Panzer-Brigade
- SS Galizien
- SS Normandie
- jednostki Wehrmachtu
- jednostki Afrika Korpus
- jednostki generała Andrieja Własowa.

Od listopada 1944 do stycznia 1945 roku w garnizonie Przasnysz i w okolicy operowały:
- Grupa Armii „Mitte”

- - 4 Armii
  - 3 Armii Pancernej
  - 2 Armia (na południu wzdłuż Narwi)
  - Korpus Pancerny Großdeutschland (odwód)

### Podziemie zbrojne w latach 1939–1945
W latach 1939–1945 garnizon Przasnysz był silnym ośrodkiem podziemia wojskowego. Aktywną działalność prowadziły organizacje konspiracyjne i oddziały partyzanckie, głównie AK i NSZ.

## Historia garnizonu przasnyskiego po 1945

### Garnizon Armii Czerwonej i Radzieckiej w 1945–1946
Po zakończeniu II wojny światowej w Przasnyszu ulokowały się radzieckie jednostki wojskowe. W koszarach zakwaterowała się Radziecka Komenda Wojenna z komórką NKWD.
Jednostki Armii Czerwonej 18 stycznia 1945
W styczniu 1945 w garnizonie Przasnysz i w jego rejonie operowały:
- 5 Gwardyjska Armia Pancerna – gen. płk wojsk panc. W. Wolskij
  - 10 Korpus Pancerny – dowódca gen. mjr wojsk panc. M. Sachno (18 stycznia 1945)
    - 178 B. Panc (18 stycznia 1945)
    - 183 B. Panc (18 stycznia 1945)
    - 186 B. Panc (18 stycznia 1945)
    - 11 Bp. zmot (18 stycznia 1945)
    - 381, 727, 1207 i 1450 papanc (18 stycznia 1945)
    - 705 pal i 1693 paplot. (18 stycznia 1945)

Jednostki Armii Czerwonej, potem Radzieckiej w latach 1945–1946
- Radziecka Komenda Wojenna – koszary (1945–1946)
- Oddziały NKWD – koszary (1945–1946)

### Garnizon Wojska Polskiego w okresie Rzeczypospolitej Polskiej 1946–1952
Od 1946 garnizon przejęło Wojsko Polskie.
Jednostki Wojska Polskiego w latach 1946–1952 r.
- 3 Pułk Ułanów z 1 Warszawskiej Dywizji Kawalerii – koszary (1946–1947)
- 5 Dywizjon Artylerii Przeciwpancernej z 1 Warszawskiej Dywizji Kawalerii – koszary (1946–1947)
- pododdziały wydzielone ze Zmotoryzowanego Pułku KBW z Góry Kalwarii (JW 4828) – koszary, doraźnie w zależności od decyzji operacyjnej dowództwa Korpusu Bezpieczeństwa Wewnętrznego (1945–1947)
- pododdziały wydzielone z 1 Mazowieckiej Brygady KBW z Góry Kalwarii (JW 4828) – koszary, doraźnie w zależności od decyzji operacyjnej dowództwa KBW (1947–1952)
- pododdziały wydzielone z 2 Podlaskiej Brygady KBW z Białegostoku (JW?) – koszary, doraźnie w zależności od decyzji operacyjnej dowództwa KBW (1947–1952)
- pododdziały z Ośrodka Szkoleniowego KBW (Samodzielny Pułk Szkolny KBW w Szczytnie) – koszary, doraźnie od decyzji operacyjnej KBW (1946–1951)
- Komenda Garnizonu(funkcjonowała w kolejnych latach i przeobrażała się w zależności od dyslokujących jednostek wojskowych) – koszary (1946–1951)
- pododdziały piechoty – koszary (1948–1953)[60]

### Garnizon Wojska Polskiego w okresie Polskiej Rzeczypospolitej Ludowej 1952–1989
W 1952 r. wybudowano port lotniczy z wieżą. W latach 1951–1963 celem zabezpieczenia stacjonujących na lotnisku jednostek lotniczych działał 35 Batalion Obsługi Lotnisk (JW 2046). W związku z rozformowaniem 64 lpsz w grudniu 1963 roku obiekty na lotnisku przejął 103 Pułk Lotnictwa Łącznikowego Nadwiślańskich Jednostek Wojskowych Ministerstwa Spraw Wewnętrznych (JW 1159) i było lotniskiem zapasowym. Od 1952 w kompleksie koszarowym o zabudowie z czasów cesarskich były jednostki lotnicze LWP do 1963 Oficerskiej Szkoły Lotniczej nr 5 z Radomia i Dęblina. W 1954 w tych koszarach zafunkcjonował także 14 Ośrodek Szkolenia Specjalistów Radiotechnicznych (JW.2277). W 1964 2 Ośrodek Radioelektroniczny (JW 4420) został przemieszczony z Wałcza i rozpoczął stacjonowanie w garnizonie Przasnysz w kompleksie koszarowym, w 1974 został przekształcony w 2 Pułk Rozpoznania Radioelektronicznego. 1 lutego 1967 w garnizonie powołany został Powiatowy Sztab Wojskowy (PWsW) z terytorialnym zasięgiem na miasto i powiat Przasnysz (został rozformowany na podstawie Zarządzenia Ministra Obrony Narodowej Nr 37/MON z dnia 31 maja 1975 roku w sprawie „Terytorialnego zasięgu działania Wojewódzkich Sztabów Wojskowych i Wojskowych Komend Uzupełnień”, została powołana Wojskowa Komenda Uzupełnień w Ostrołęce i swoim zasięgiem obejmowała terytorium miasta: Przasnysz).
Jednostki w latach 1952–1989
- 35 Batalion Obsługi Lotniska – lotnisko, koszary (1951–1963)[68]
- 48 Pułk Lotnictwa Szturmowego – lotnisko, koszary (1952)[69]

- 35 Pułk Lotnictwa Bombowego – lotnisko, koszary (1953)[70]
- 6 Eskadra Pilotażu Przejściowego Oficerskiej Szkoły Lotniczej nr 5 – lotnisko, koszary (1954–1956)[71]
- 9 Eskadra Pilotażu Podstawowego Oficerskiej Szkoły Lotniczej nr 5 – lotnisko, koszary (1954–1958)[72]
- 8 Eskadra Pilotażu Podstawowego Oficerskiej Szkoły Lotniczej nr 5 – lotnisko, koszary (1958)[73]
- kompania z 2 Batalionu Budowlanego – koszary (1955–1957), (1959–1960)
- 14 Ośrodek Szkolenia Specjalistów Radiotechnicznych – koszary (1954–1958)[74]
- 64 Pułk Szkolny Oficerskiej Szkoły Lotniczej im. J. Krasickiego – lotnisko, koszary (1958–1963)[75]
- 70 Batalion Lotniczo-Techniczny – lotnisko, koszary (1958–1961)[68]
- 27 Eskadra Lotnictwa Sanitarnego – lotnisko, koszary (1961–1963)[76]
- 2 Ośrodek Radioelektroniczny – koszary (1960–1974)[77]
- 20 Ośrodek Szkolenia Specjalistów Radioelektroniki – koszary (1967–2002)[78]
- 42 Batalion Łączności Specjalnej – koszary (1968–1972)[79]
- 2 Pułk Rozpoznania Radioelektronicznego – koszary (1974–1996)[77]
- Komenda Garnizonu (funkcjonowała w kolejnych latach i przeobrażała się w zależności od dyslokujących jednostek wojskowych) – koszary (1951–1989)
- Powiatowy Sztab Wojskowy (PWsW) – miasto (1967–1975)[64][80]
- 142 krt ze składu 4 Batalionu Radiotechnicznego – Łaguny/Turowo (1974–2001)[81]

### Garnizon Wojska Polskiego w okresie III Rzeczypospolitej 1989–2023
W 1989 r. w związku ze zmianami politycznymi w Polsce zostały wprowadzone zmiany organizacyjne w Siłach Zbrojnych RP. W 1990 r. wszelkie kompetencje w zakresie organizacji i funkcjonowania systemu rozpoznania wojskowego w Siłach Zbrojnych RP przejął Sztab Generalny Wojska Polskiego. Powstał wówczas Zarząd Rozpoznania i Walki Radioelektronicznej (ZRiWR), na którego czele stanął gen. bryg. Józef Chmiel. Zmiany te częściowo przełożyły się na jednostki stacjonujące w garnizonie Przasnysz, które wykonywały od 1990 takie same zadania rozpoznawcze w stosunku do obiektów rozmieszczonych od granicy na wschód – w obwodzie królewieckim, na Białorusi i Ukrainie, w Mołdawii. 2 Pułk Rozpoznania Radioelektronicznego podlegał dalej operacyjnie Zarządowi II SG WP, ale bezpośrednio zastępcy szefa Zarządu II ds. rozpoznania wojskowego. W 1996 2 Pułk Rozpoznania Radioelektronicznego (JW 4420) przekształcono w 2 Pułk Radioelektroniczny (JW 4420). 1 października 2000 nastąpiło przejście na nowy etat 2 Pułku Radioelektronicznego. Z dniem 31 grudnia 2002 r. 2 Pułk Radioelektroniczny i 20 Ośrodek Szkolenia Specjalistów Radioelektronikizostały rozformowane. Powstał 2 Ośrodek Radioelektroniczny (JW 5699), który przejął zadania poprzednio realizowane przez byłe jednostki. Na bazie 2 PRel powstały zasadnicze struktury jednostki, a na bazie 20 POSSRel powstał batalion szkolny.
W dniu 1 czerwca 2005 r. 2 Ośrodek Radioelektroniczny został przekazany w podporządkowanie Dowództwa Wojsk Lądowych. 16 lipca 2012 w garnizonie odbyła się uroczystość pożegnania dotychczasowego dowódcy ośrodka pułkownika Ryszarda Wróbla i przekazania dowodzenia pułkownikowi Witoldowi Łukaszewskiemu w obecności generała broni Zbigniewa Głowienki, który w 2015 r. przekazał obowiązki ppłk Stanisławowi Zasadzie.
Od 1 stycznia 2014 r. w wyniku reformy struktur dowodzenia 2 Ośrodek Radioelektroniczny stacjonujący w garnizonie Przasnysz został podporządkowany Dowództwu Generalnemu Rodzajów Sił Zbrojnych. Od 8 grudnia 2015 do 26 kwietnia 2019 r. dowódcą garnizonu był płk dr Mariusz Gułaj, który następnie przekazał czasowe obowiązki ppłk. Sławomirowi Durskiemu w obecności Inspektora Rodzajów Wojsk Dowództwa Generalnego gen. bryg. Sławomira Owczarka. 1 lipca 2019 r. w garnizonie odbyła się uroczystość objęcia obowiązków dowódcy 2 Przasnyskiego Ośrodka Radioelektronicznego przez płk dypl. Bogusława Postka.
Jednostki i instytucje w latach 1989–2023 
- 2 Pułk Radioelektroniczny – koszary ul. Makowska 69 (1996–2002)
- 20 Ośrodek Szkolenia Specjalistów Radioelektroniki – koszary ul. Makowska 69 (1967–2002)
- 2 Ośrodek Radioelektroniczny – koszary ul. Makowska 69 (2003-)
- Nieetatowa komenda garnizonu ze składu osobowego 2 Ośrodka Radioelektronicznego – koszary ul. Makowska 69 (2003-)
- Klub Garnizonowy przy 2 Ośrodku Radioelektronicznym – koszary ul. Wojskowa 14 (do 2012)
- Klub Wojskowy przy 2 Ośrodku Radioelektronicznym – koszary ul. Wojskowa 14 (od 2012-)
- Zespół Wsparcia Teleinformatycznego (Węzeł Łączności) przy 2 Ośrodku Radioelektronicznym – koszary ul. Makowska 69
- Placówka Żandarmerii Wojskowej – koszary ul. Makowska 69 (2010-)
- Grupa Zabezpieczenia Przasnysz z 26 WOG Zegrze (JW.4809) – koszary ul. Wojskowa 11 (2011-)
- Internat Garnizonowy podległy Oddziałowi Regionalnemu AMW w Olsztynie – Przasnysz ul. Wojskowa 11
- dowództwo 5 Mazowieckiej Brygady Obrony Terytorialnej – Ciechanów ul. Wojska Polskiego 54
  - 51. Batalion Lekkiej Piechoty
- Wojskowa Komenda Uzupełnień – Ciechanów ul. Orylska 6
- Kapelan wojskowy (z Parafii cywilno-wojskowej św. Jozafata Biskupa w Komorowie)[6] – koszary ul. Makowska 69
- Koło nr 3 Związku Żołnierzy Wojska Polskiego Garnizonu Przasnysz[7] – ul. Wojskowa 2/1

## Żołnierze garnizonu
Na przestrzeni lat, od kwaterowania w garnizonie regimentów dragońskich, po czasy obecne, dowódcą garnizonu był zwyczajowo dowódca oddziału przebywającego w mieście. W zależności od okresu czasowego było to potwierdzane stosownym rozkazem, zarządzeniem przełożonego. W 1903 r., przykładowo dowódcą garnizonu był ppłk Madritow, jednocześnie dowódca 30 Połtawskiego Pułku Piechoty, a od 8 grudnia 2015 r. był nim płk dr Mariusz Gułaj, od 26 kwietnia 2019 czasowe obowiązki pełnił ppłk Sławomir Durski, jednocześnie d-ca 2 ORel, następnie płk Bogusław Postek.

### Dowódcy garnizonu (1806–2023)
Monarchia Królestwa Prus
Stały garnizon władze pruskie osadziły w Przasnyszu w 1806 r. Pierwszym oddziałem był jeden ze szwadronów 10 regimentu dragonów von Buscha. Komendantem garnizonu został:
- gen. Rouquette[88] – jednocześnie d-ca pułku dragonów (1806)

Księstwo Warszawskie
- gen. Guyot – jednocześnie d-ca kawalerii z IV korpusu Soulta (1806–1807)[11]

Królestwo Polskie
- major Aleksander Kamiński – jednocześnie d-ca szwadronu kawalerii Orła Białego działający w garnizonie Przasnysz i w jego rejonie (styczeń/luty 1831)[89]
- gen. Jan Nepomucen Umiński – d-ca oddziałów powstańczych, wspierający szwadron kawalerii Orła Białego działający w garnizonie Przasnysz i w jego rejonie (1831)[90]

Okupacja rosyjska
- płk Goriełow – jednocześnie d-ca 22 Niżegorodzkiego Pułku Piechoty z → 6 Dywizji Piechoty Imperium Rosyjskiego (1863-?)[91][92]
- płk Aleksandr Siemionowicz Madritow – jednocześnie d-ca 30 Połtawskiego Pułku Piechoty z → 8 Dywizji Piechoty Imperium Rosyjskiego (1898–1910)[93]
- płk Aleksiej Nikołajewicz Isajew – jednocześnie d-ca 6 Pułku Kozaków Dońskich z → 6 Dywizji Kawalerii Imperium Rosyjskiego (1910–1914)[93]

Okupacja rosyjska i niemiecka
Działania wojenne prowadzone w roku 1914 i 1915 roku przez najeżdżające garnizon Przasnysz wojska rosyjskie i niemieckie powodowały częstą i doraźną zmianę dowódcy w garnizonie:
- płk Ryżkow – jednocześnie d-ca 6 Dońskiego Pułku Kozaków (luty 1914-sierpień 1914)[94]
- generał piechoty Kiprian Antonowicz Kondratowicz – jednocześnie d-ca 23 Korpusu Armijnego Imperium Rosyjskiego, który walczył z wojskami niemieckimi, kwaterował wraz ze sztabem w Przasnyszu (od 6 września 1914–?)[95]
- gen. Siergiej Scheidemann – jednocześnie d-ca 4 Armii wojsk rosyjskich w walkach pod Przasnyszem (18 września 1914)[96][95]
- gen. Teodor von Wernitz – jednocześnie d-ca dywizji wojsk niemieckich w walkach pod Przasnyszem (od 18 września 1914–?)[97]
- gen. Ernst Erdmann von Zastrow – jednocześnie d-ca Korpusu wojsk niemieckich w walkach pod Przasnyszem (od 3 grudnia 1914–?)[96]
- gen. piechoty M. P. Jerofiejew – jednocześnie d-ca 1 Turkiestańskiego Korpusu Armijnego wojsk rosyjskich wraz ze sztabem kwateruje w Przasnyszu (4 grudnia 1914 – 21 grudnia 1914)[96]
- płk Barybin – jednocześnie d-ca 63 Dywizji Piechoty Imperium Rosyjskiego (22 grudnia 1914 – 23 lutego 1915)[98]
- gen. Max von Gallwitz – jednocześnie d-ca grupy armijnej w walkach pod i w garnizonie Przasnysz (luty 1915)
- płk Barybin – jednocześnie d-ca 63 DP IR, d-ca obrony garnizonu Przasnysz (21–24 lutego 1915)[98]
- gen. von Wernitz – jednocześnie d-ca dywizji piechoty z korpusu → Zastrowa, zdobycie Przasnysza (24 lutego 1915)[99]
- gen. Kurt von Morgen – jednocześnie d-ca 1 Korpusu Rezerwowego wojsk niemieckich, ze sztabem kwateruje w Przasnyszu (25 lutego 1915)[100]
- gen. N.A. Trietiakow – jednocześnie d-ca 4 Dywizji Syberyjskiej w walkach o odbicie Przasnysza i jego zdobycie (27 lutego 1915 – lipiec 1915)[101]
- gen. Pleszkow – jednocześnie d-ca 1 Korpusu Syberyjskiego (2 i 11 Syberyjska Dywizja Piechoty z d-cą gen. Zorakowskim) w walkach pod Przasnyszem i w garnizonie (lipiec 1915)[102]
- gen. Breugel – jednocześnie d-ca 86 Dywizji Piechoty w walkach z wojskami rosyjskimi, zdobycie Przasnysza (14 lipca 1915)[102]
- feldmarszałek Paul von Hindenburg – jednocześnie d-ca wojsk niemieckich w walkach pod i o garnizon Przasnysz (15 lipca 1915)[103]

Okupacja niemiecka
- kpt. Fritz Watter – jednocześnie d-ca niemieckiego garnizonu Przasnysz w skład którego wchodzili starsi żołnierze Landwehry, którzy przybyli z frontu na odpoczynek, 250 żołnierzy (1917 – 11 listopada 1918)[104]

II Rzeczpospolita
- por. Kazimierz Sokolnicki – pierwszy dowódca garnizonu Wojska Polskiego w Przasnyszu;wcześniej podporucznik przasnyskiego POW, dowodził akcją w koszarach (11 listopada 1918)[105]
- Józef Holnicki-Szulc – komendant policji oraz komendant koszar garnizonu Przasnysz (12 listopada 1918 – 7 sierpnia 1920)[106]

Okupacja sowiecka
- D(i)mitrijewicz Gaj – tymczasowy najeźdźca, dowódca 3 Korpusu Jazdy Gaja (RFSRR) (7 sierpnia 1920 – 21 sierpnia 1920)[107]

II Rzeczpospolita
- ppłk Adam Koc – dowódca garnizonu WP w Przasnyszu, jednocześnie d-ca Dywizji Ochotniczej (21 sierpnia 1920)[108]
- ppłk Włodzimierz Hellmann – dowódca garnizonu WP II RP w Przasnyszu, jednocześnie d-ca 101 Rezerwowego Pułku Piechoty ze składu Dywizji Ochotniczej (22 sierpnia 1920)[109]
- ppor. Jan Barski – dowódca garnizonu WP w Przasnyszu, jednocześnie komendant wojskowy ze 101 Rezerwowego Pułku Piechoty (23 sierpnia 1920-październik 1920)[109]
- mjr Jerzy Śwerszcz-Pytlewski – dowódca garnizonu WP w Przasnyszu, jednocześnie d-ca szwadronu zapasowego z 7 p.uł (październik 1920-listopad 1920)[42]
- mjr Zygmunt Piasecki – dowódca garnizonu WP w Przasnyszu, jednocześnie d-ca 7 p.uł (kwiecień 1921 – 21 czerwca 1921)
- rtm. Witold Gorzechowski – dowódca garnizonu WP w Przasnyszu, jednocześnie d-ca 3 szwadronu z 7 p.uł (czerwiec 1921–wrzesień 1921)
- rtm. Stanisław Królicki – dowódca garnizonu WP w Przasnyszu, jednocześnie d-ca szwadronu technicznego (gospodarczy) z 11 p.uł (1921–1928)
- rtm. Jan Dworakowski – dowódca garnizonu WP w Przasnyszu, jednocześnie d-ca 4 szwadronu z 11 p.uł (1928–1932)
- rtm. Stefan Mosiński – dowódca garnizonu WP w Przasnyszu, jednocześnie d-ca 4 szwadronu z 11 p.uł (1932–1936)
- rtm. Franciszek Wrzosek – dowódca garnizonu WP w Przasnyszu, jednocześnie d-ca 4 szwadronu z 11 p.uł (1936–listopad 1938)
- por. K. Zięba – dowódca garnizonu WP w Przasnyszu, jednocześnie d-ca bp z 13pp., którego dowództwo i większość pułku stacjonowało w garnizonie Pułtusk (listopad 1938 – 1 września 1939)
- płk dypl. Jan Karcz – dowódca garnizonu WP w Przasnyszu, jednocześnie d-ca Mazowieckiej Brygady Kawalerii (koniec sierpnia-wrzesień 1939)

III Rzesza
- płk (niem. Oberst) Heinrich Rauch – komendant Fliegerhorst E 35/XI Praschnitz (1939–1944)
- od 1944 r. do 1945 r. okres nieznany (d-ca niemiecki, następnie radziecki)

Rzeczpospolita Polska
- od 1945 r. do 1946 r. okres nieznany (d-ca radziecki)
- mjr Edward Witkowski – jednocześnie d-ca 3 p.uł (1946)
- płk Bogumił Szumski – jednocześnie d-ca 3 p.uł (1946)
- ppłk Leon Lisowski – jednocześnie ostatni d-ca 3 p.uł (1947)
- od 1947 r. do 1949 r. okres nieznany (d-cy jednostek Korpusu Bezpieczeństwa Wewnętrznego) (1947–1949)
- mjr Edward Suchy – jednocześnie d-ca 1 Brygady KBW (1949)
- mjr Michał Kubaszek – jednocześnie d-ca 1 Brygady KBW (1950–1951)
- ppłk pil. Jan Akinszyn – jednocześnie d-ca 48 pls (1951–1953)[110]

Polska Rzeczpospolita Ludowa

- mjr pil. Kazimierz Wierzbicki – dowódca garnizonu w Przasnyszu Sił Zbrojnych Polskiej Rzeczypospolitej Ludowej, jednocześnie d-ca 35 plb (1953–1954)[111][68]
- kpt. pil. Henryk Niemczyk – dowódca garnizonu w Przasnyszu SZ PRL, jednocześnie d-ca 6 epp OSL-5 (1954)[72]
- mjr pil. Kazimierz Ciepiela – dowódca garnizonu w Przasnyszu SZ PRL, jednocześnie d-ca 9 epp OSL-5 (1954–1955)[72]
- kpt. pil. Aleksander Topolnicki – dowódca garnizonu w Przasnyszu SZ PRL, jednocześnie d-ca 9 epp OSL-5 (1955)[72]
- kpt. Jan Sienkiel – dowódca garnizonu w Przasnyszu SZ PRL, jednocześnie d-ca 14 0SSR (styczeń 1956–czerwiec 1956)[112]
- kpt. Józef Lemieszek – dowódca garnizonu w Przasnyszu SZ PRL, jednocześnie d-ca 14 0SSR (1956)[112]
- kpt. Mieczysław Renkas – dowódca garnizonu w Przasnyszu SZ PRL, jednocześnie d-ca 14 OSSR (1956–1957)[112]
- mjr Stefan Tkaczyk – dowódca garnizonu w Przasnyszu SZ PRL, jednocześnie d-ca 14 0SSR (1957–1958)[112]
- kpt. pil. Leszek Jaworski – dowódca garnizonu w Przasnyszu SZ PRL, jednocześnie d-ca 9 epp OSL-5 (luty 1958)[113]
- kpt. pil. Bolesław Andrychowski – dowódca garnizonu w Przasnyszu SZ PRL, jednocześnie d-ca 64 ps OSL-5 (luty–lipiec 1958)[114]
- mjr pil. Kazimierz Ciepiela – dowódca garnizonu w Przasnyszu SZ PRL, jednocześnie d-ca 64 ps OSL-5 (1958–1960)[115]
- mjr pil. Bolesław Andrychowski – dowódca garnizonu w Przasnyszu SZ PRL, jednocześnie d-ca 64 ps OSL-4 (1960–1963)[115]
- mjr pil. Leszek Jaworski – dowódca garnizonu w Przasnyszu SZ PRL, jednocześnie d-ca 64 ps OSL-4 (1963–1964)[116]
- płk dypl. Zbigniew Mróz – dowódca garnizonu w Przasnyszu SZ PRL, jednocześnie d-ca 2 Ośrodka Radioelektronicznego (1964–1968)[117]
- płk dypl. Lechosław Klisowski – dowódca garnizonu w Przasnyszu SZ PRL, jednocześnie d-ca 2 ORel (1968–1970)[117]
- płk Władysław Urbański – dowódca garnizonu w Przasnyszu SZ PRL, jednocześnie d-ca 2 ORel (1970–1975)[117]
- płk dypl. Paweł Marciniak – dowódca garnizonu w Przasnyszu SZ PRL, jednocześnie d-ca 2 PRrel (1975–1978)[117]
- płk dypl. Marian Szklarek – dowódca garnizonu w Przasnyszu SZ PRL, jednocześnie d-ca 2 PRrel (1978–1984)[117]
- płk dypl. Mieczysław Rak – dowódca garnizonu w Przasnyszu SZ PRL, jednocześnie d-ca 2 PRrel do (1984–1988)[117]
- płk dypl. Stanisław Krzyżanowski – dowódca garnizonu w Przasnyszu SZ PRL, jednocześnie d-ca 2 PRrel (1988–1989)[117]

III Rzeczpospolita
- płk dypl. Stanisław Krzyżanowski – dowódca garnizonu WP w Przasnyszu, jednocześnie d-ca 2 PRrel (1989–1996)[117]
- płk dypl. Stanisław Krzyżanowski – dowódca garnizonu WP w Przasnyszu, jednocześnie d-ca 2 Pułku Radioelektronicznego (1996–2002)
- płk dypl. Waldemar Trochimiuk – dowódca garnizonu WP w Przasnyszu, jednocześnie d-ca 2 ORel (2003–2006)[118][119]
- ppłk Stanisław Zasada – czasowo pełniący obowiązki dowódcy garnizonu WP w Przasnyszu, jednocześnie d-ca 2 ORel (2006)[120][121]
- płk dypl. Ryszard Wróbel – dowódca garnizonu WP w Przasnyszu, jednocześnie d-ca 2 ORel (2006–2012)
- płk dypl. Witold Łukaszewski – dowódca garnizonu WP w Przasnyszu, jednocześnie d-ca 2 ORel (2012–2015)
- ppłk Stanisław Zasada – czasowo pełniący obowiązki dowódcy garnizonu WP w Przasnyszu, jednocześnie d-ca 2 ORel (2015–2015)
- płk dr Mariusz Gułaj – dowódca garnizonu WP w Przasnyszu, jednocześnie d-ca 2 ORel (2015–2019)
- ppłk Sławomir Durski – czasowo pełniący obowiązki dowódcy garnizonu WP w Przasnyszu, jednocześnie d-ca 2 ORel (2019-2019)
- płk dypl. Bogusław Postek – dowódca garnizonu WP w Przasnyszu, jednocześnie d-ca 2 ORel (2019-)

### Oficerowie garnizonu
Z garnizonem Przasnysz byli związani między innymi oficerowie, żołnierze:

- Józef Sawa Caliński
- Jan Nepomucen Umiński
- Stefan Cielecki
- Antoni Józef Madaliński
- Andrzej Bieńkowski
- Ryszard Białoszewski
- Adam Bień
- Zygmunt Młot-Przepałkowski
- Adam Koc
- Andrzej Kopa
- Włodzimierz Hellmann
- Kazimierz Rumsza
- Józef Werobej
- Zygmunt Piasecki
- Władysław Otłowski
- Edmund Zdanowski
- Marian Arct
- Zygmunt Witymir Bieńkowski
- Kazimierz Ciepiela
- Zofia Dziewiszek-Andrychowska
- Bolesław Andrychowski
- Kazimierz Chojnacki
- Leszek Jaworski
- Mirosław Hermaszewski
- Aleksander Ogłoblin
- Władysław Szczepucha
- Zdzisław Żarski
- Józef Kowalski
- Maciej Brzeziński

### Kapelani garnizonu przasnyskiego w latach 1863–2023
Z garnizonem Przasnysz byli związani między innymi kapelani:

- ks. Grzegorz Budny – proboszcz parafii św. Wojciecha w Przasnyszu (1839–1877)
- Karol Gustaw Manitius – duchowny ewangelicki, administrator (1849–1853)
- ks. Stanisław Czapliński – proboszcz i dziekan przasnyski w garnizonie (1877–1914)
- ks. Józef Piekut – duchowy opiekun i przywódca przasnyszan w okresie wojen o ich miasto w latach 1914-1915, 1920 i w okresie okupacji 1939–1945 (1914–1946)[122][123]
- Tadeusz Kamiński – sprawował opiekę duszpasterską w garnizonie, był wikariuszem i prefektem szkół w Przasnyszu (1920–1932)
- ks. Kazimierz Gwiazda – wikariusz przasnyski od 1934 do końca II wojny światowej wspomagał w pracy duszpasterskiej ks. Józefa Piekuta
- ks. Tadeusz Niestępski – sprawował opiekę duszpasterską w garnizonie, jako proboszcz parafii św. Wojciecha w Przasnyszu 1989–1992 (1994–1997)[124]
- ks. kpt. Wojciech Brzozowski – kapelan (1992–1994)[83]
- ks. proboszcz Franciszek Różański – sprawował opiekę duszpasterską w garnizonie jako proboszcz parafii św. Wojciecha w Przasnyszu (1997–1999)[125]
- ks. Romuald Ciesielski – sprawował opiekę duszpasterską w garnizonie (1999–2006)
- ks. mjr Marek Wojnowski – kapelan (2006–2011)
- ks. por Michał Zieliński – kapelan (2012–2015)
- ks. ppor. rez. Mateusz Korpak – kapelan (2015–2018)
- ks. ppłk dr Sławomir Gadowski – kapelan (2018–obecnie)

## Inne garnizonowe instytucje wojskowe, paramilitarne, obiekty 1899–2023
W okresie XIX i XX w. w garnizonie Przasnysz oprócz jednostek wojskowych funkcjonowały różne instytucje wojskowe, organizacje paramilitarne. Zostało wybudowanych wiele budynków w których ulokowało się wiele instytucji zabezpieczających stacjonujące na stałe lub doraźnie jednostki wojskowe. Powstały także obiekty wojskowe oraz budynki, które były przyporządkowane do kwaterujących jednostek w garnizonie. Między innymi były to:
- kościół parafialny zamieniony na lazaret podczas działań wojennych I wojny światowej – miasto (1914–1915)
- męska drużyna harcerska im. księcia Józefa Poniatowskiego na której czele stanął Walerian Charkiewicz – miasto (1920)
- żeńska Drużyna Harcerska im. Królowej Jadwigi z pierwszą drużynową w osobie Aurelii Sadowskiej – miasto (1920)
- komenda placu przy szwadronie zapasowym 7 Pułku Ułanów Lubelskich – koszary (1920–1926)
- komenda placu przy 4 szwadronie z 11 p. uł – koszary (1926–1938)
- Obwód Straży Granicznej[126] – koszary (?-1939)
- Związek Rezerwistów RP – miasto, koszary (1931–1939)
- Związek Strzelecki (12 oddziałów i 1344 członków) – miasto, koszary
- Towarzystwo Przyjaciół Strzelca (14 oddziałów i 424 członków) – miasto, koszary
- Towarzystwo Gimnastyczne Sokół – miasto
- Ekspozytura Kriminalpolizei – Kripo w Ciechanowie (policja kryminalna), posterunek Praschnitz (1939–1945)
- posterunek żandarmerii (Gendarmeri) – Praschnitz przy ul. 3 Maja (potem Nowotki Nr 3) (1939–1945)
- NSDAP Praschnitz zakwaterowana w budynku Gimnazjum, obecnie LO (1939–1944)
- szpital polowy nr 134 (Feldlazarett 134) Praschnitz zakwaterowany w budynku Gimnazjum, obecnie LO (1939–1944)
- komenda miasta Przasnysz – miasto (czerwiec 1946–listopad 1946)
- Garnizonowe Kasyno – koszary (1946-2010)
- Komenda Garnizonu Przasnysz – koszary (styczeń 1947–)
- Garnizonowa Izba Chorych – koszary (1956-2008?)
- Wojskowa Administracja Koszar – koszary (1952–2011)
- Garnizonowy Węzeł Łączności – (1964–?)
- Internat Garnizonowy – koszary, blok nr 7 (1952–?), obecnie po modernizacji na bazie łącznika dwóch bloków o carskiej zabudowie przy ul. Wojskowa 11
- Wojskowa Agencja Mieszkaniowa Oddział Terenowy – koszary, obecnie ul. Wojskowa 11
- osiedle wojskowe przy poszczególnych jednostkach wojskowych garnizonu – koszary (1951–)
- Wojskowe Zakłady Kwaterunkowe – koszary (1951-?)
- Wojskowy Zarząd Kwaterunkowy (WZK) – koszary (1951–1952)
- Wojskowy Rejonowy Zarząd Kwaterunkowo (WRZK) – koszary (1952–1959)
- Garnizonowa Pralnia i Łaźnia kat. II – koszary (1952–1963), (1964–1974)
- Przedszkole wojskowe nr 20 – koszary (1958–2002)
- Wojskowy Rejonowy Zarząd Kwaterunkowo-Budowlany (WRZKB) – koszary (1959–1963)
- Wojskowy Rejonowy Ośrodek Weterynaryjny – koszary (sformowany z dniem 1 lipca 1953-?)
- Kaplica garnizonowa przy 2ORel (z Parafii Wojskowej z Zegrza?) – koszary, budynek nr 7 (1993-)
- Sala tradycji przy danych jednostkach wojskowych garnizonu – koszary, budynek nr 7 (1954-1963;2003-)

## Placówka Żandarmerii Wojskowej
W garnizonie Przasnysz od 2010 roku funkcjonuje placówka Żandarmerii Wojskowej przy ul. Makowskiej 69. Obejmuje swoją działalnością powiaty: ciechanowski, mławski, pułtuski, przasnyski, sierpecki, makowski, żuromiński. Komendantem Placówki ŻW w Przasnyszu jest st. chor. szt. Mirosław Głowacki. Przed nim stanowisko to piastowali kolejno st. chor. szt. Paweł Zembrzycki oraz st. chor. szt. Tomasz Szczęsny.

## Wojskowa Komenda Uzupełnień
Wojskowa komenda uzupełnień w Ciechanowie funkcjonuje w rejonie garnizonu Przasnysz i podlega Wojewódzkiemu Sztabowi Wojskowemu w Warszawie.

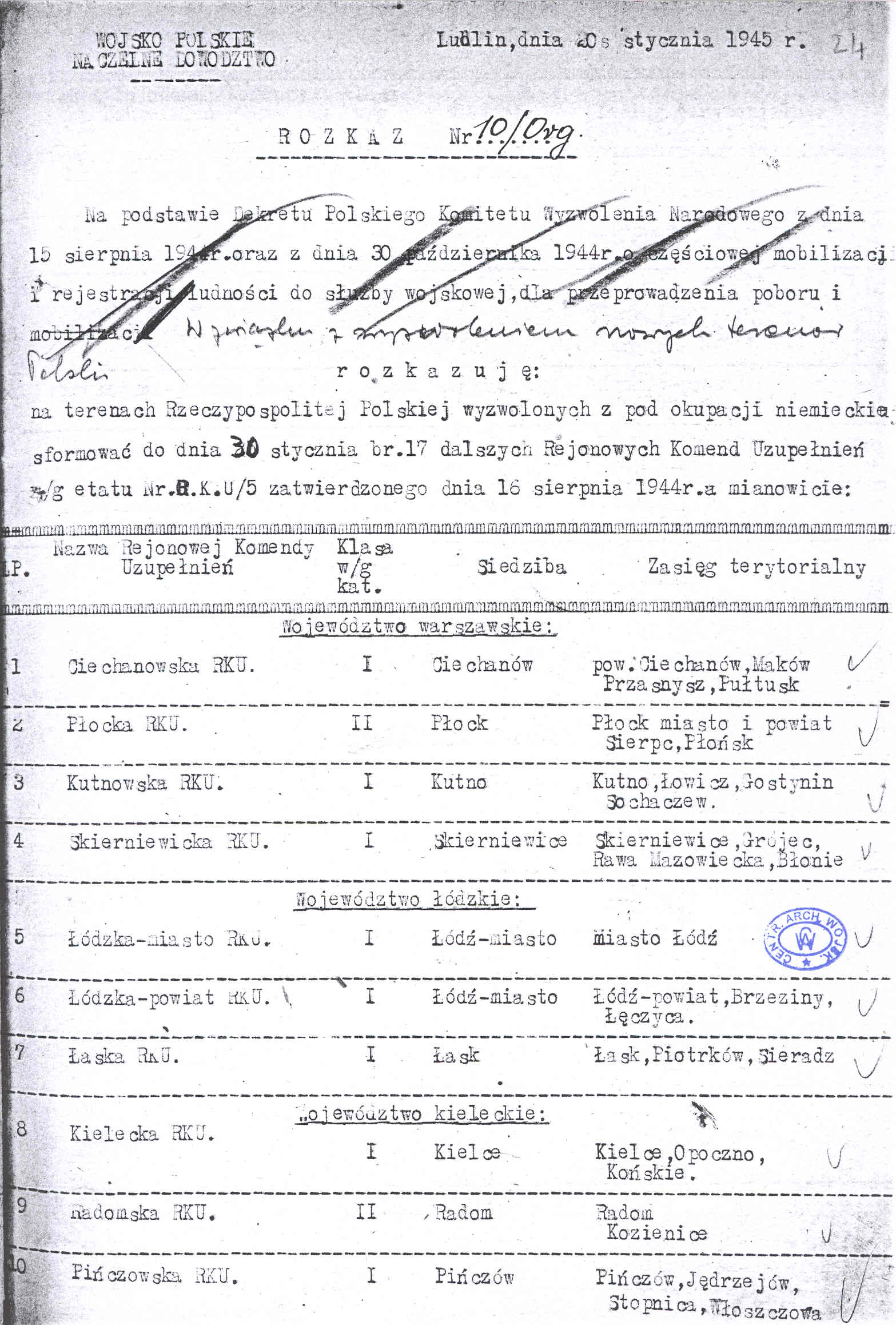
RKU Ciechanów (1945)

Z początkiem 1919 powstała w Ciechanowie pierwsza Komenda Uzupełnień i mieściła się w budynku przy ulicy Warszawskiej. W 1938 roku został wybudowany nowy budynek dla RKU na ul. Orylskiej 6, gdzie do chwili obecnej znajduje się WKU. Powyższe organy wzięły czynny udział w sprawnie przeprowadzonej pod koniec sierpnia 1939 roku mobilizacji oddziałów 8 Dywizji Piechoty i Mazowieckiej Brygady Kawalerii oraz jednostek na ich bazie formowanych. Pod koniec II wojny światowej administracja wojskowa znów powróciła do Ciechanowa. Zgodnie z Rozkazem Naczelnego Dowództwa WP z dnia 20 stycznia 1945 r. powołano Rejonową Komendę Uzupełnień (RKU) w Ciechanowie obejmująca swym działaniem powiaty: ciechanowski, makowski, przasnyski, pułtuski.

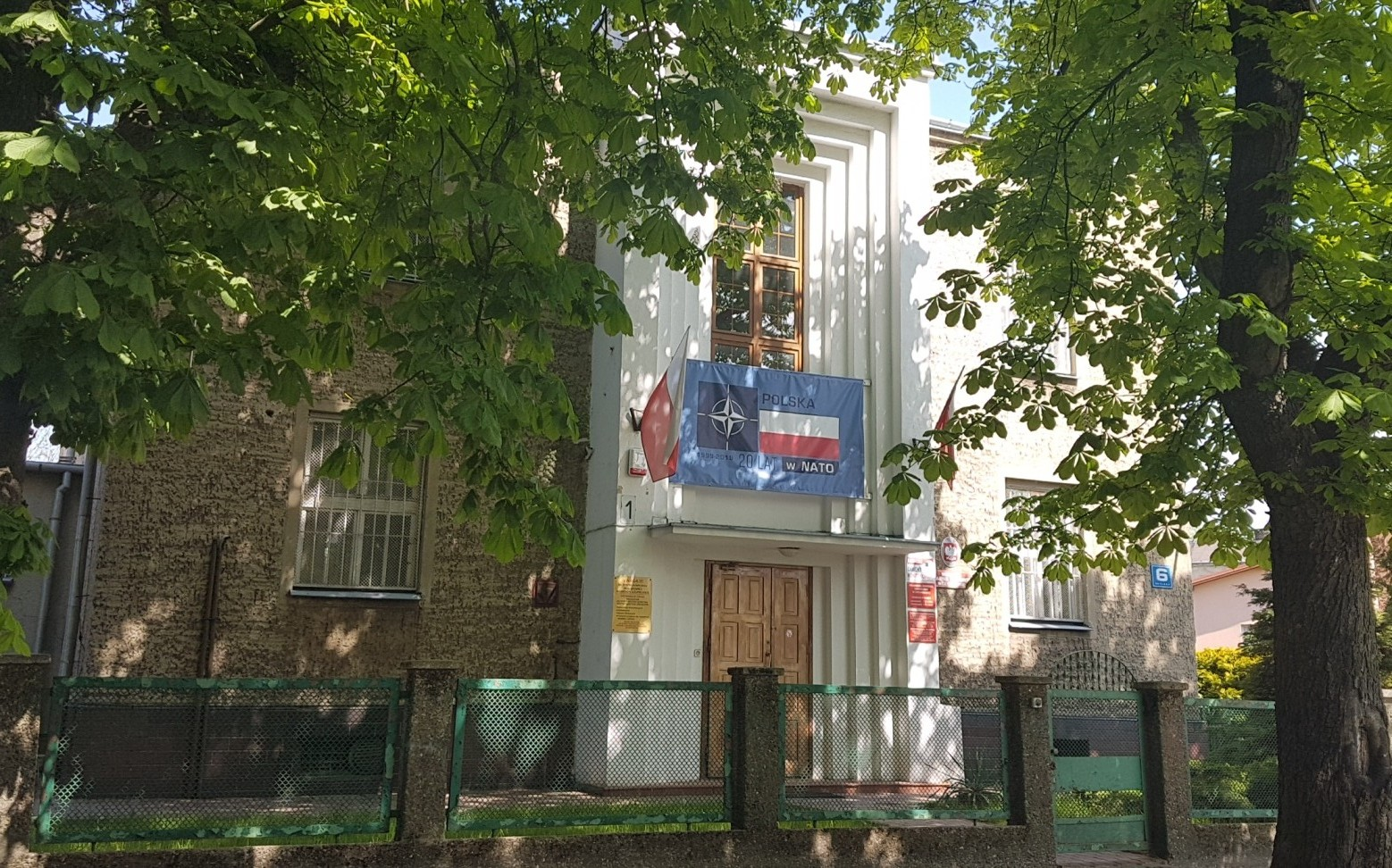
WKU Ciechanów, 2019 r.

Z dniem 1 lipca 2004 na podstawie Rozporządzenia Ministra Obrony Narodowej z 31 marca 2004 roku w sprawie wojewódzkich sztabów wojskowych i wojskowych komend uzupełnień nastąpiła restrukturyzacja terenowych oddziałów administracji wojskowej. Zlikwidowano Wojskową Komendę Uzupełnień w Mławie. Zmieniono administrowany przez Wojskową Komendę Uzupełnień w Ciechanowie teren, w skład którego weszły powiaty: ciechanowski, płoński, mławski, żuromiński. Obecnie WKU w Ciechanowie mieści się przy ulicy Orylskiej 6. Od 2015 roku szefem WKU jest podpułkownik Krzysztof Futyma, przed nim był ppłk mgr inż. Dariusz Kosakowski.

## Przekształcenia
Garnizon Przasnysz był zajmowany:
1. Armia Królestwa Prus (1795–1807) → Armia Księstwa Warszawskiego (1807–1815) → Wojska Polskiego Królestwa Kongresowego (1815–1830) → Armia Imperium Rosyjskiego (1831–1915) → Armii Cesarstwa Niemieckiego (1915–1918) → Polskie Siły Zbrojnej (1918)
2. Wojska Polskiego II RP (1918–1939)
3. III Rzeszy (1939–1945) → Armia Krajowa – SZP – ZWZ (1939–1945)
4. Armia Czerwona (1945) → Armia Radziecka (1945/1946)
5. Siły Zbrojne Rzeczypospolitej Polskiej (od 1946–1952) → Sił Zbrojnych PRL (1952–1989)
6. Siły Zbrojne Rzeczypospolitej Polskiej (od 1989 – obecnie)

## Ciekawostki związane z garnizonem przasnyskim
- w latach 1897–1903 powstały carskie koszary w Przasnyszu, w 1899 zakończono budowę pierwszego dwupiętrowego koszarowca przeznaczonego dla czterech kompanii, był to obiekt typu batalionowego. W 1899 roku do użytku oddano obiekty gospodarcze: magazyny, warsztaty oraz piekarnię (z piecami Wasmunda), w 1901 zbudowano dwupiętrowy budynek typu batalionowego, w 1901 powstał w garnizonie szpital pułkowy na 84 łóżka przy 30 pp, w 1902 został w szpitalu zorganizowany oddział zakaźny, który funkcjonował do 1914, w 1903 garnizon Przasnysz składał się z czterech dwupiętrowych budynków typu batalionowego oraz z domów mieszkalnych dla kadry oficerskiej. Ostatecznie wybudowano około 30 budynków[130],

- w 1903 przy trakcie makowskim została wybudowana Cerkiew Garnizonowa przy 30 pp. Wieloletnim duchownym był ojciec Aleksander Wieszczezierskij. Cerkiew funkcjonowała do 1923, została rozebrana w ramach akcji rewindykacji świątyń prawosławnych uznanych za zbędne lub kojarzące się z panowaniem rosyjskim na ziemiach polskich. Ikonostas z cerkwi po jej rozbiórce został przeniesiony do kościoła parafialnego w Jednorożcu, tam z jego elementów zbudowano ołtarz główny[130],
- w 1940 Niemcy przygotowując się do wojny z ZSRR rozpoczęli prace przy budowie lotniska polowego za Przasnyszem w okolicy Sierakowa i Karwacza. W czerwcu 1941 roku podczas przygotowania do operacji „Barbarossa” oraz w początkowym okresie jego rozwijania, lotnisko było tzw. lotniskiem pod skokowym dla jednostek Luftwaffe[17],
- w 1946 powstało Garnizonowe Kasyno przy 3 Pułk Ułanów, od 1958 przy 64 Pułk Szkolny Oficerskiej Szkoły Lotniczej im. J. Krasickiego, od 1964 przy 2 Ośrodek Radioelektroniczny – koszary (1960–1974)[77],
- w 1952 działał bomboskład z magazynami przy 35 plb w okolicy lotniska w karwackim lesie[131] ,
- w 1954 powstał Klub Oficerski, który funkcjonował do 1958, następnie był Garnizonowy Klub Oficerski (1958–1984), Klub Garnizonowy (1984-?), Klub Wojskowy (2012-)[c]
- w 1956 rozpoczęła działalność Garnizonowa Izba Chorych przy 14 OSSR, od 1958 przy 64 Pułku Szkolnym Oficerskiej Szkoły Lotniczej im. J. Krasickiego ps OSL-5, od 1964 roku przy 2 Ośrodku Radioelektronicznym, od 1974 roku przy 2 PRrel, od 2003 roku przy 2 Ośrodku Radioelektronicznym, w 2008 roku na podstawie zarządzenia nr 13/MON z dnia 13 czerwca 2008 roku w sprawie nadania statutów ambulatoriom z izbą chorych – publicznym zakładom opieki zdrowotnej powstało Ambulatorium z Izbą Chorych – Publiczny Zakład Opieki Zdrowotnej Jednostki Wojskowej Nr 5699 w Przasnyszu[132][1],
- w 1958 działało Przedszkole wojskowe nr 20 przy 64 Pułku Szkolnym Oficerskiej Szkoły Lotniczej im. J. Krasickiego, od 1964 roku przy 2 Ośrodku Radioelektronicznym, od 1974 roku przy 2 Pułku Rozpoznania Radioelektronicznego. W 2002 zostało rozwiązane na podstawie Zarządzenia nr 12/MON z dnia 01.06.2002 (Dz. U. MON z 2002 Nr 11, Poz. 92),
- od 1991 w garnizonie Przasnysz rozpoczął posługę ks. kapelan Wojciech Brzozowski, którym był do 1994[83],
- 28 września i 29 września 2001 zostały zorganizowane w garnizonie obchody 50 rocznicy utworzenia jednostki, z tej okazji do Przasnysza przyjechało ponad stu byłych żołnierzy zawodowych służących w garnizonie Przasnysz na przestrzeni pięćdziesięciu lat z pierwszym dowódcą pułkownikiem Zbigniewem Mrozem[133],
- od 2010 w garnizonie zafunkcjonowała placówka Żandarmerii Wojskowej, przeniesiona z Ciechanowa. W tym samym roku w ramach PKW Afganistan z garnizonu, 2 Przasnyski Ośrodek Radioelektroniczny wystawił pododdział prowadzący SIGINT[127].